# Bye Bye Germany
Bye Bye Germany (títol original en alemany: Es war einmal in Deutschland...) és una pel·lícula de comèdia de 2017 dirigida per Sam Garbarski. L'obra està subtitulada al català.

## Argument
Després d'haver sobreviscut a la Segona Guerra Mundial i a tot el que el Tercer Reich els volia perjudicar, David Bermann i els seus amics només tenen un pla en ment: arribar als Estats Units d'Amèrica el més aviat possible. Però per això necessiten diners. Just quan aquest pla sembla gairebé a l'abast, David es desfà de tots els seus estalvis, i surten a la llum totes les seves trapelleries del passat!

## Repartiment
- Moritz Bleibtreu com a David Bermann
- Antje Traue com a agent especial Sara Simon
- Tim Seyfi com a Fajnbrot
- Mark Ivanir com a Holzmann
- Anatole Taubman com a Fränkel
- Hans Löw com Verständig
- Pál Mácsai com a Szoros
- Tania Garbarski com a Sonia

## Recepció
Al lloc web de l'agregador de ressenyes Rotten Tomatoes, la pel·lícula té una puntuació d'aprovació del 90%, basada en 21 ressenyes, i una puntuació mitjana de 7,5/10. A Metacritic, la pel·lícula té una valoració mitjana ponderada de 65 sobre 100, basada en 7 crítics, la qual cosa indica «crítiques generalment favorables».

## Premis
| Premi                                       | Categoria                   | Nominació         | Resultat   |
| ------------------------------------------- | --------------------------- | ----------------- | ---------- |
| Premis Magritte                             | Millor guió                 | Sam Garbarski     | Nominada   |
| Premis Magritte                             | Millor actriu secundària    | Tania Garbarski   | Nominada   |
| Premis Magritte                             | Millor disseny de producció | Véronique Sacrez  | Nominada   |
| Premis Magritte                             | Millor disseny de vestuari  | Nathalie Leborgne | Guanyadora |
| Festival Internacional de Cinema de Noruega | Millor pel·lícula           | Bye Bye Germany   | Guanyadora |
| Festival Internacional de Cinema RiverRun   | Premi del públic            | Bye Bye Germany   | Guanyadora |